# Pepero

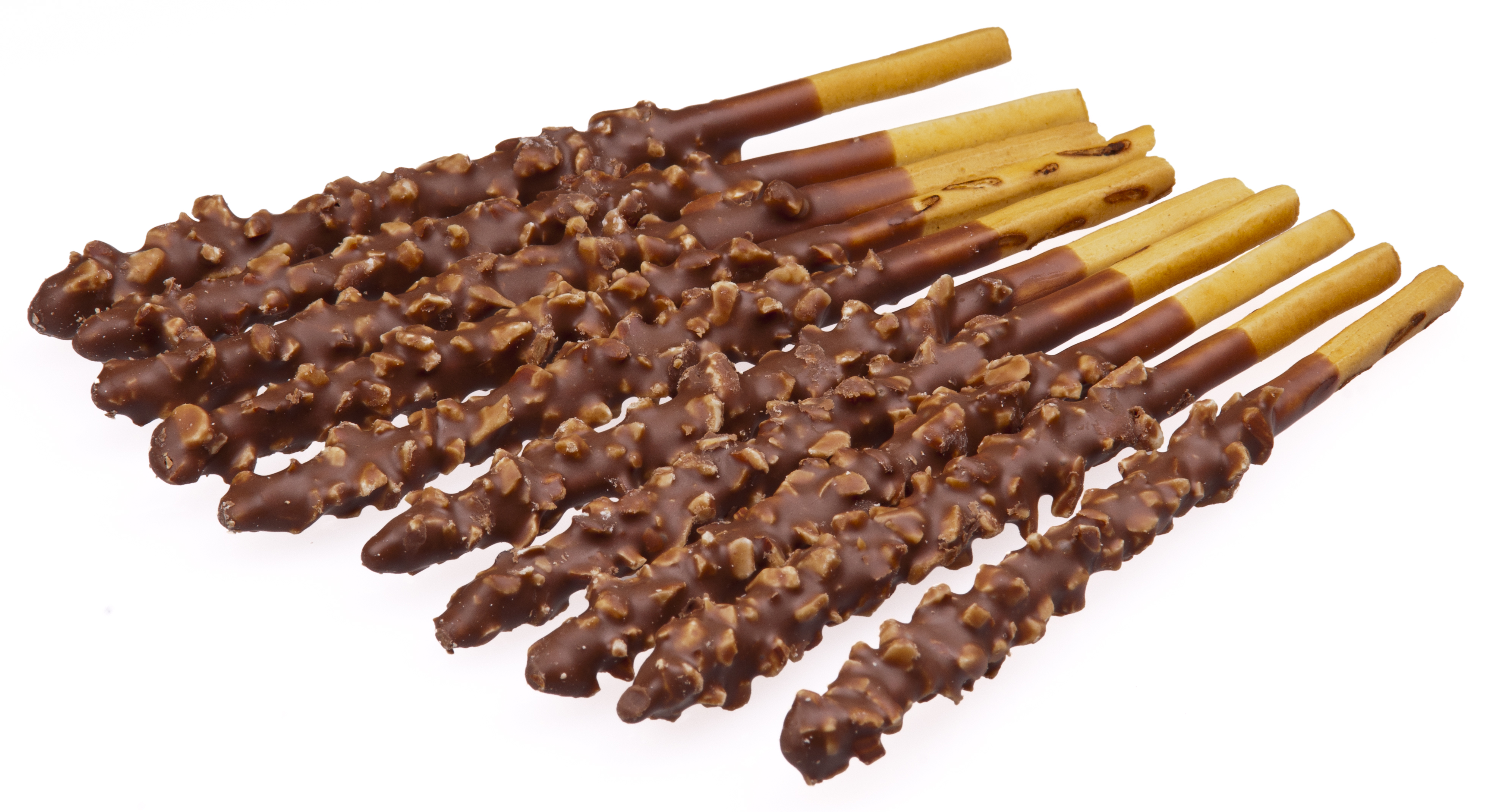
Pepero.

Pepero est un biscuit enrobé de chocolat identique au produit japonais Pocky. La multinationale coréenne Lotte s'est inspirée du produit japonais en le nommant Pepero. Celui-ci a fait son apparition sur le marché coréen en 1983. L'entreprise est parvenue à donner une importance toute particulière à son produit en réussissant à instaurer une journée commémorative, Pepero day, durant laquelle, comparativement à la Saint-Valentin, les jeunes couples s'offrent des boîtes de Pepero. Cette journée durant laquelle le Pepero est à l'honneur est le 11 novembre, date choisie en raison de la succession de chiffres 1 dans l'écriture de la date, qui n'est pas sans rappeler la forme fine et allongée des biscuits.